# Ирске одбрамбене снаге
Одбрамбене снаге Ирске (енгл. Irish Defense Forces, званично стилизовано на ир. Óglaigh na hÉireann) су оружане снаге Републике Ирске. Обухватају 4 гране, а то су Ирска поморска служба, Ирска Армија, Ирски ваздухопловни корпус као и резервне јединице.
Врховни командант Одбрамбених снага је Председник Републике Ирске. Сви официри Одбрамбених снага су директно подређени председнику, док у пракси министар одбране заступа председника у обављању дужности врховног команданта, као и предавања рапорта Ирској влади.

## Улоге
Одбрамбене снаге Ирске имају дугогодишњу традицију неутралности коју су очували и током Другог светског рата. Иако су могућности и капацитети Одбрамбених снага мали, имају дугу традицију учествовања у мировњачким мисијама Уједињених нација. Улоге Одбрамбених снага су:
- Припрема за одбрану од оружаног напада на земљу.
- Подржка ирској полицији у очувању унутрашњег реда у земљи.
- Учествовање у мировним и осталим хуманитарним операцијама Уједињених нација.
- Регулација рибарства према државним обавезама из споразума са Европском унијом.
- Разне цивилне дужности затражене од стране владе Републике Ирске као што су трагање и спасавање, ваздушна амбулантна служба, превоз званичника, подршка у случајевима природних и других катастрофа, одржавање основних услуга као и подршка при сузбијању нафтног загађења мора.[13]